# Melinda nitidapex
Melinda nitidapex är en tvåvingeart som först beskrevs av Villeneuve 1933.  Melinda nitidapex ingår i släktet Melinda och familjen spyflugor. Inga underarter finns listade i Catalogue of Life.